# Photoglyptie

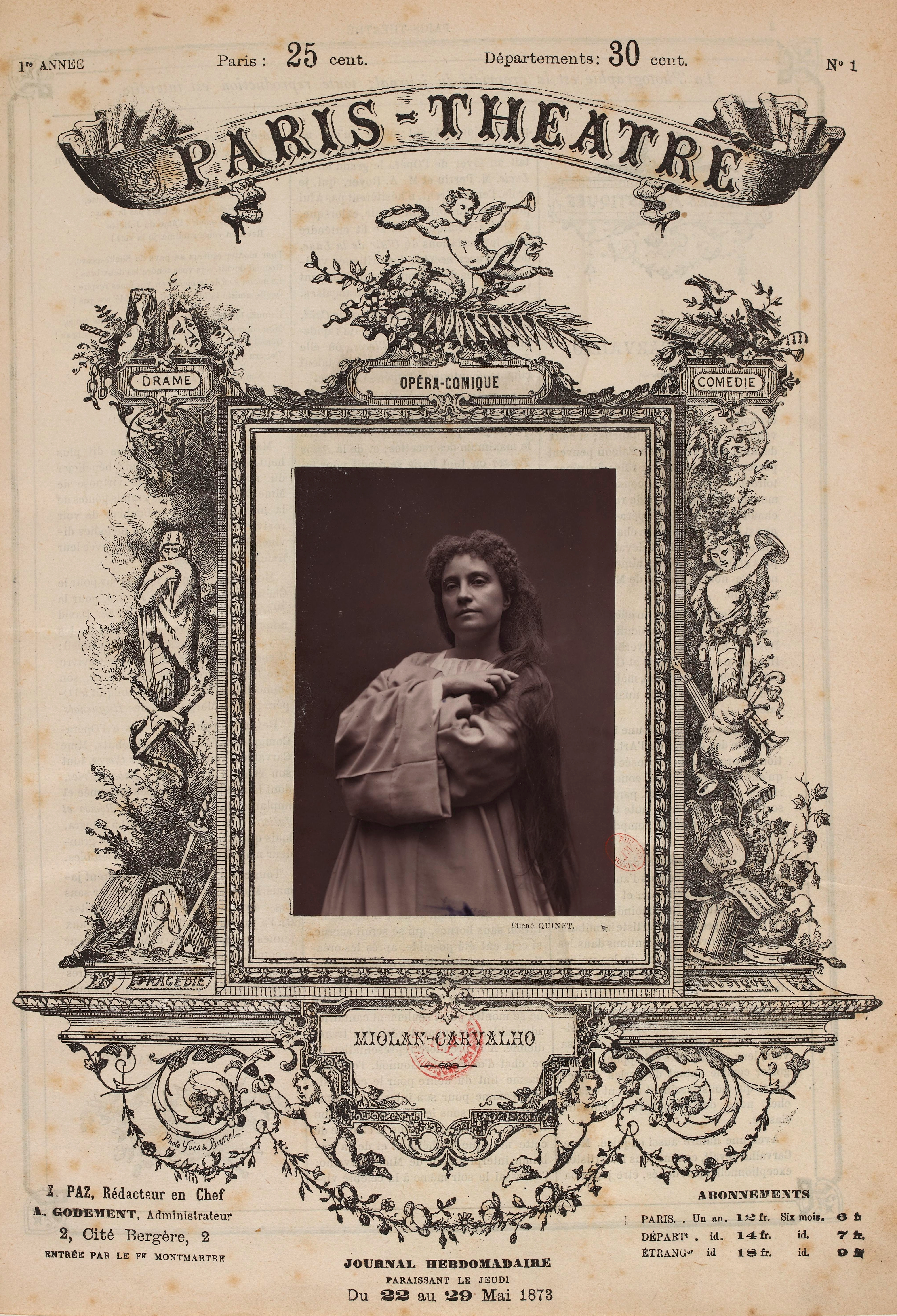
La revue Paris-Théâtre utilise depuis 1878 une photoglyptie collée sur la première page, ici Caroline Miolan-Carvalho, photo d'Alexandre Quinet.

La photoglyptie , ou woodburytypie, est un procédé opto-mécanique de reproduction et d'impression d'images photographiques inventé par le Britannique Walter Bentley Woodbury en 1864. Il s'agit d'un procédé d’impression photomécanique inaltérable destiné à remplacer les tirages papier au collodion et permettant la diffusion en grand nombre à des coûts moindres.
Ce procédé connut pendant trente ans un énorme succès du fait qu'il était pratiquement impossible de distinguer le tirage en photoglyptie de la photographie originale.

## Principe
Il s'agit d'un procédé d'impression qui permet de reproduire des photographies en respectant fidèlement les demi-teintes. Après développement du négatif, on obtient une surface en relief, comparable à de la taille-douce : on commence par insoler, puis contretyper la gélatine bichromatée étalée en couche de 3 à 4 mm sur un support, une plaque de verre de préférence. La gélatine doit être légèrement teintée au bleu de Prusse de façon à faire ressortir les reliefs et les creux. La plaque est mise à sécher puis mise en contact avec le négatif photographique. L'insolation permet alors à la gélatine de durcir, et ce faisant, un phénomène de réticulation se produit, dégageant les parties claires des parties sombres, en gradation de tons continus. En chambre noire, la gélatine durcie devenue empreinte est détachée de son support en verre et on la transfère sur une autre plaque recouverte d'un vernis de caoutchouc que l'on plonge dans un bain qui sert à dissoudre les zones non touchées par la lumière. On place ensuite la pellicule dans une presse hydraulique et on la recouvre d'une feuille de plomb et d'antimoine d'une épaisseur de 10 mm. La forte pression permet à la pellicule d'être contretypée. La feuille métallique devient donc un moule dans lequel on fait couler une encre spéciale de couleur sépia : il reste à déposer par-dessus le support papier, de procéder au tirage, puis au séchage. La finition se fait par un vernissage à la gomme laque. 
On obtient à l'impression, des tons chauds et une profondeur perceptible dans la netteté des champs. Cependant, il se produit un débord d'encre : l'image doit donc être coupée à fond perdu et nécessairement recollée sur un support rigide d'un format supérieur, donnant ainsi des planches à grandes marges assimilables à des estampes.
Les formats utiles ne pouvaient pas dépasser 30 × 40 cm.

## Développement
Si Woodbury associa la gélatine bichromatée et la technique de moulage, c'est Alphonse Poitevin qui découvrit que la gélatine présentait la propriété de devenir insoluble dans l'eau après insolation : son colloïde bichromaté permit de conduire au dépôt de brevet de la phototypie et de l'héliotypie (1855), cette dernière technique consistant à mouler en plâtre les reliefs obtenus par la gélatine bichromatée, puis, en 1857, de la « photolithographie », techniques dérivées de l'impression à l'albumine inventée en 1850 par Blanquart-Evrard, qui permit de produire jusqu'à 700 exemplaires à partir d'une pierre lithographique ou d'une plaque en zinc.
Bizarrement, quand le duc de Luynes lança le grand  concours visant à récompenser le meilleur procédé de reproduction photomécanique, il déclara que celui de Woodbury n'avait aucun avenir : le procédé britannique fut néanmoins choisi par Adolphe Goupil en 1867 à titre exclusif. Cet éditeur parisien allait faire la fortune de Woodbury en envahissant littéralement la planète avec ses milliers de reproductions diffusées à travers ses filiales à Londres, La Haye, Dresde, Berlin et New York. Il céda quelques licences du « procédé Woodbury » à Alfred Lemercier et Adolphe Braun (à Dornach), autres gros éditeurs photographiques. Un autre éditeur, Ludovic Baschet — futur patron de L'Illustration — développa avec Charles Gillot et Charles-Louis Michelez (1817-1883), un procédé assez proche à partir des années 1870.
Cette technique a permis de révolutionner le format photo-carte de visite : la mode avait pris au milieu des années 1850, l'évolution a été exponentielle.

## Exemples de photoglyptie
La Galerie contemporaine littéraire, artistique publiée en livraisons à Paris de 1876 à 1884 par Goupil et Baschet a recouru à la photoglyptie : ces albums vendus par souscription proposent une série de 241 portraits de Français célèbres des milieux de la politique, de la littérature et des arts ; huit photographes dont Nadar et Étienne Carjat y ont participé,.

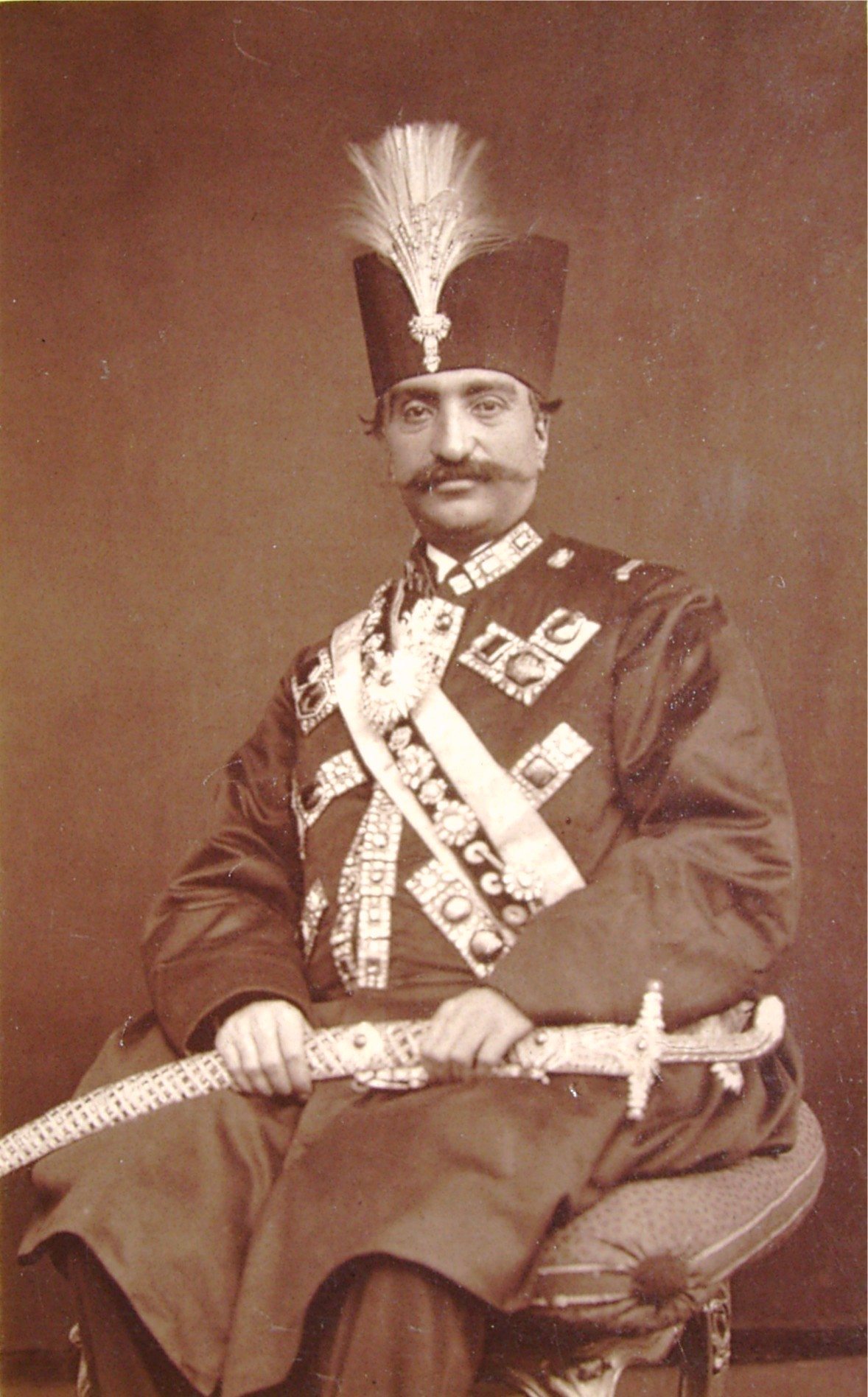
Nassereddine Shah de Perse - Carte de visite en photoglyptie signée Nadar, Paris.
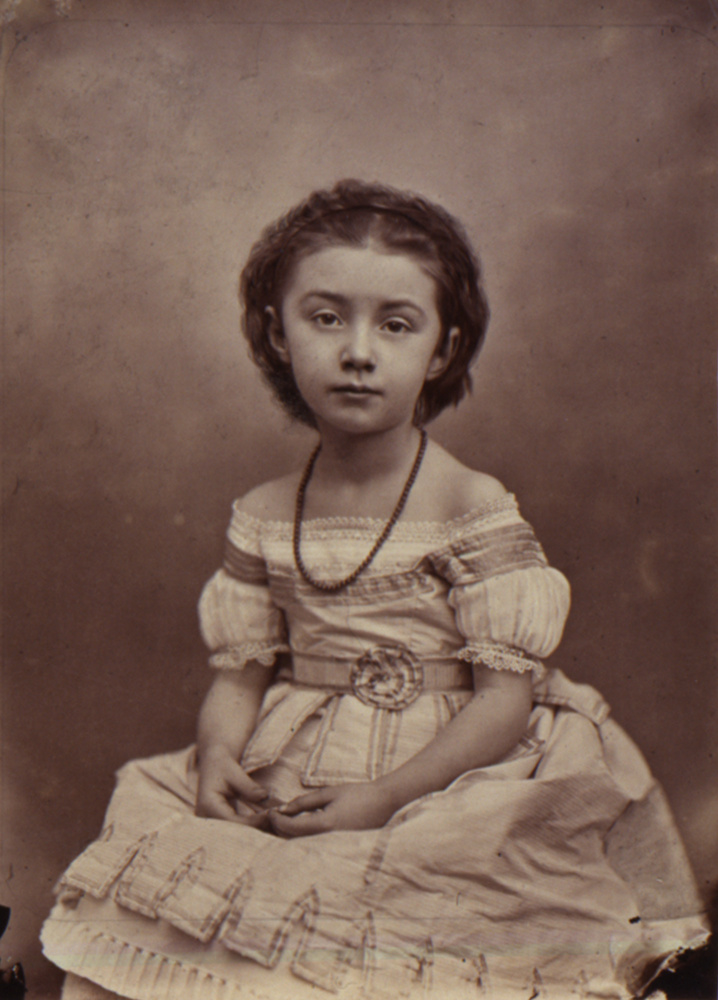
Portrait d'une fillette par Charles David Winter (vers 1870)
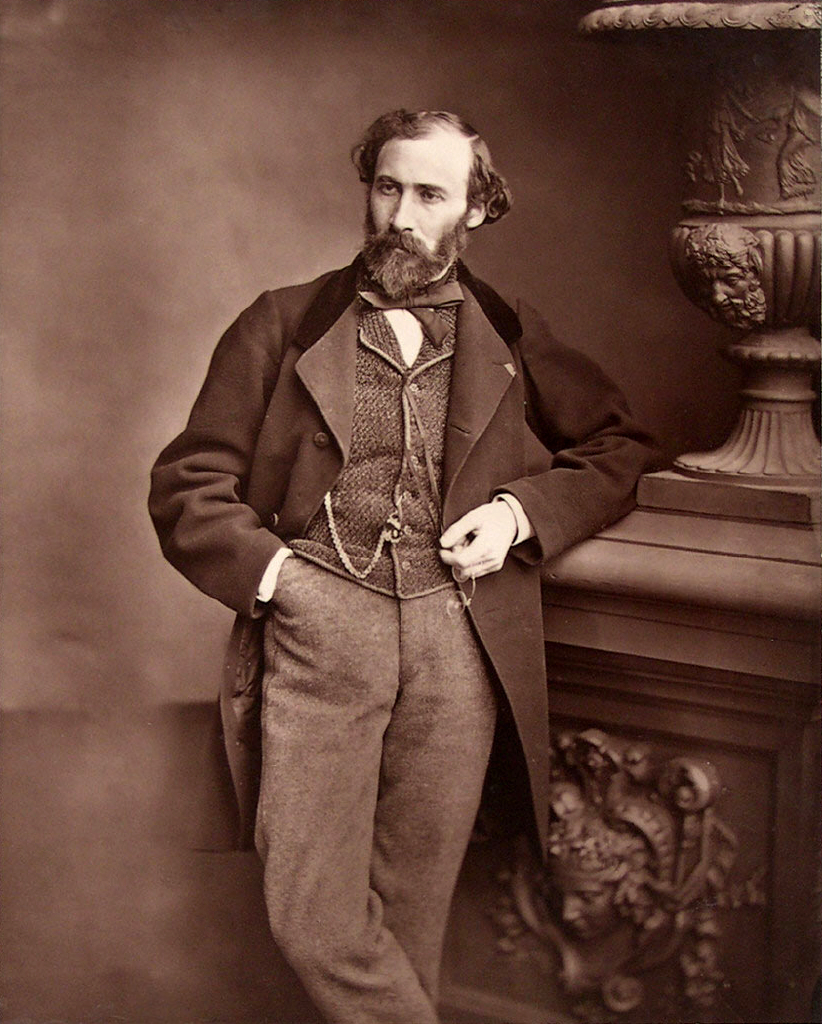
Octave Feuillet par Antoine Samuel Adam-Salomon (1876)
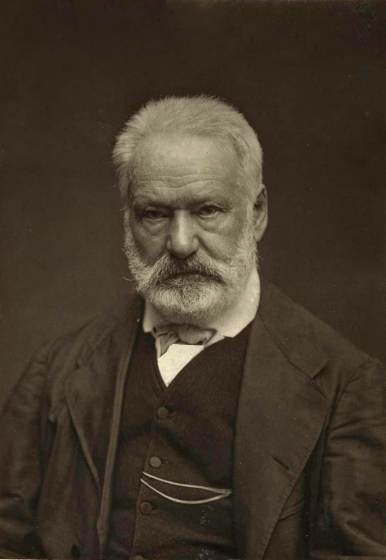
Victor Hugo par Étienne Carjat (1880)